# Rościsław (Diewiatow)
Rościsław, imię świeckie Siergiej Nikołajewicz Diewiatow (ur. 27 stycznia 1963 w Kimrach) – biskup Rosyjskiego Kościoła Prawosławnego.

## Życiorys
Urodził się w rodzinie robotniczej. Ukończył studia wyższe z zakresu budownictwa i przez kilka lat pracował w przedsiębiorstwie budowlano–remontowym. W latach 1981–1983 odbywał zasadniczą służbę wojskową. Po demobilizacji został hipodiakonem metropolity twerskiego i kaszyńskiego Aleksego. 9 marca 1987 złożył wieczyste śluby zakonne w ławrze Troicko-Siergijewskiej. 28 marca tego samego roku został hierodiakonem, zaś 28 maja – hieromnichem. Rok później uzyskał dyplom seminarium duchownego w Moskwie, zaś w 1992 – Moskiewskiej Akademii Duchownej. W 1993 otrzymał godność archimandryty.
28 listopada 1993 w soborze Objawienia Pańskiego w Moskwie miała miejsce jego chirotonia na biskupa magadańskiego i czukockiego. Po pięciu latach został przeniesiony na katedrę tomską i asinowską. Od 16 lutego 1999 jest również rektorem seminarium duchownego w Tomsku. W 2004 podniesiony do godności arcybiskupiej. W 2013, w związku z utworzeniem metropolii tomskiej, otrzymał godność metropolity. 